# Zlatozar Atanasov
Pour les articles homonymes, voir Atanasov.
Zlatozar Atanasov (né le 24 novembre 1989) est un athlète bulgare, spécialiste du triple saut.

## Biographie
Son meilleur saut est de 17,09 m à Bourgas le 19 mai 2013 ce qui le qualifie pour les Championnats du monde à Moscou.
Il est finaliste lors des Championnats d'Europe en salle 2013.

### Palmarès
| Date | Compétition                    | Lieu     | Résultat | Performance |
| ---- | ------------------------------ | -------- | -------- | ----------- |
| 2013 | Championnats d'Europe en salle | Göteborg | 7e       | 16,57 m     |

### Records
| Épreuve     | Épreuve      | Performance | Lieu     | Date            |
| ----------- | ------------ | ----------- | -------- | --------------- |
| Triple saut | En plein air | 17,09 m     | Bourgas  | 19 mai 2013     |
| Triple saut | En salle     | 16,70 m     | Dobritch | 15 février 2013 |